# Église Saint-Jean-Baptiste d'Amiens
Pour les articles homonymes, voir Église Saint-Jean-Baptiste.
L'église Saint-Jean-Baptiste d'Amiens est un édifice religieux catholique situé à Amiens, dans le département de la Somme, dans le quartier du Petit-Saint-Jean.

## Historique
Une première chapelle fut édifiée au XVIIe siècle, vers 1638 par Catherine Le Caron, sous le vocable de Jésus-Christ, de la Vierge et de sainte Catherine. En 1718, la chapelle fut érigée en cure et fut dédiée à saint Jean-Baptiste. La reconstruction de l'édifie étant donné sa vétusté, fut envisagée dès 1874, mais c'est la donation du farinier Jules Crignier qui, en 1887, permit l'édification de l'église actuelle après la destruction en 1888 de l'édifice antérieur. Les travaux de reconstruction furent réalisés de 1888 à 1890 par l'architecte Louis Henry Antoine. En 1920, une restauration de l'église est entreprise sous la direction de l'architecte Georges Antoine, fils du concepteur de l'édifice.

## Caractéristiques
L'église, construite en brique, en style néogothique est l'œuvre de l'architecte amiénois, Louis Henry Antoine qui réalisa les plans de l'église Saint-Martin et de l'église Saint-Roch à Amiens. L'édifice est situé en retrait de la rue et en surplomb. On y accède par trois escaliers.
Le plan allongé de l'église laisse apparaître une nef à vaisseau unique et un chevet polygonal. Le clocher-tour surmonte le portail d'entrée et se termine par un toit en flèche.
Le vaisseau unique est couvert d'une voûte en berceau lambrissé. Il éclairé par cinq baies cintrées au nord et au sud. La charpente est consolidée par des tirants métalliques.